# Les Ennemis de la femme
Pour plus de détails, voir Fiche technique et Distribution.

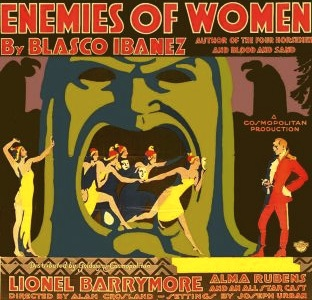
Affiche du film

 Les Ennemis de la femme (Enemies of Women) est un film muet américain réalisé par Alan Crosland et sorti en 1923.

## Synopsis
Alicia est une aventurière qui a l'occasion de se lier d'amitié avec un prince russe avec qui elle s'enfuit en France. Ils vivent heureux jusqu'à ce qu'il la voit avec son jeune fils, dont il ignore l'existence et le prend pour un jeune amant et la quitte. Lui et plusieurs amis fondent alors un club connu sous le nom des Ennemis des femmes et prévoient de ne plus rien avoir à faire avec eux. Cependant, les circonstances réunissent finalement Alicia et le prince et ils trouvent le bonheur ensemble.

## Fiche technique
- Titre original : Enemies of Women
- Réalisation : Alan Crosland

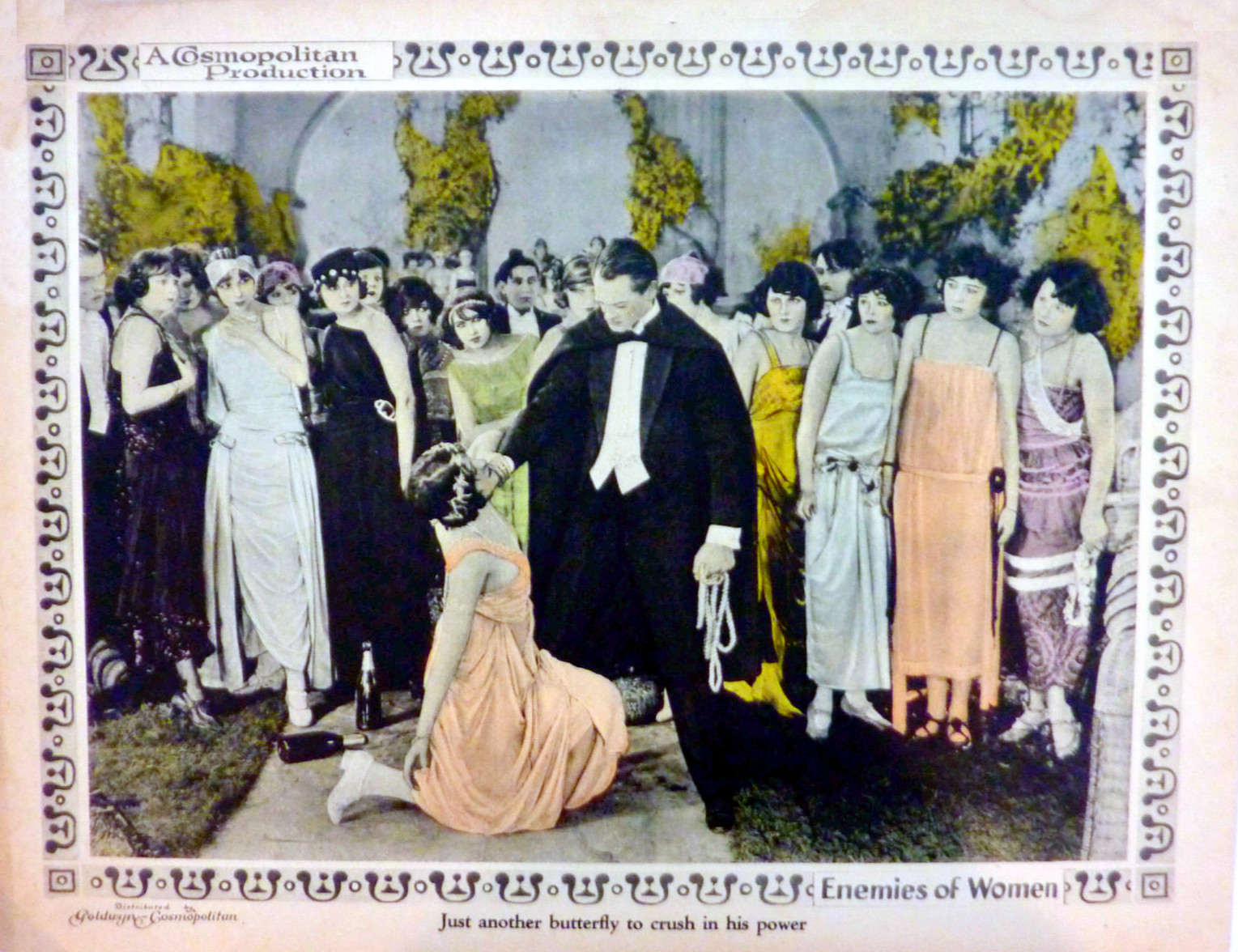
Carte de présentation du film

- Scénario : John Lynch d'après le roman Los enemigos de la Mujer de Vicente Blasco Ibáñez[1]
- Photographie : Ira H. Morgan
- Production : Cosmopolitan Productions
- Musique : William Frederick Peters
- Distributeur : Goldwyn Pictures
- Durée : 105 minutes (11 bobines)[2]
- Date de sortie : 15 avril 1923

## Distribution
- Lionel Barrymore : Prince Michael Lubimoff
- Alma Rubens : Alicia
- Pedro de Cordoba : Atilio Castro
- Gareth Hughes : Philip Spadoni
- Gladys Hulette : Vittoria
- William H. Thompson : Colonel Marcos
- William Collier Jr. : Gaston
- Mario Majeroni : Duke DeDelille
- Betty Bouton : la servante d'Alicia
- Jeanne Brindeau : Madame Spadoni
- Ivan Linow : le meneur des insurgés
- Paul Panzer : un cosaque
- Clara Bow : fille dansant sur la table
- Margaret Dumont : beauté française
- Helen Lee Worthing : beauté norvégienne
- Adolph Milar : un terroriste
- Claire de Lorez : Anna